# Povljana
Gmina Povljana (chorw. Općina Povljana) – miejscowość i gmina w Chorwacji, w żupanii zadarskiej. W 2011 roku liczyła  759 mieszkańców.